# Apistogramma gephyra
Apistogramma gephyra är en fiskart som beskrevs av Kullander, 1980. Apistogramma gephyra ingår i släktet Apistogramma och familjen Cichlidae. IUCN kategoriserar arten globalt som livskraftig. Inga underarter finns listade i Catalogue of Life.